# 周麟 (足球运动员)
周麟（1981年2月4日—），中国足球运动员，司职后卫。现为中甲球队石家庄功夫主教练。

## 职业生涯
周麟2000年在重庆力帆队开始自己的职业生涯，并随队获得当年的中国足协杯的冠军。
2006年，重庆力帆降入甲级联赛后，球队开始清洗老将的行动，包括周麟在内的9名26岁以上球员被挂牌。周麟接受国奥队恩师沈祥福的邀请，2007年加盟中甲球队广州医药，并以主力球员身份帮助球队升级。
2008赛季广州医药队历史第一个中超主场比赛，周麟在第84分钟打进一个乌龙球，使广州队以0：1不敌对手。
2009赛季初，周麟沦为球队替补球员，没有得到任何出场的机会，在广州队和其旧主重庆力帆队的比赛前，他表达自己想回重庆力帆踢球的愿望。后来由于广州队球员伤病不断，周麟重新获得主力位置，在6月30日和北京国安的比赛中，周麟和队友徐亮发生内讧，事件以两名球员公开检讨而告终。赛季结束后，周麟被广州医药队挂牌。2010赛季7月的二次转会间期，周麟重新在联赛注册，返回广州队效力，但没有得到出场机会。2010年底，和球队合同到期的周麟离开球队。

## 执教经历
- 山西龙晋（2021-05-08——2022-04-07）
- 广西邕城（2022-12-27——2023-05-24）
- 石家庄功夫 （2023-06-26——2024-02-20）
- 广西平果 （2025-01-21——至今）

## 荣誉

### 俱乐部
- 重庆力帆
  - 中国足协杯冠军：2000

- 广州医药
  - 中国足球甲级联赛冠军：2007，2010